# Agathosma alligans
Agathosma alligans är en vinruteväxtart som beskrevs av I. Williams. Agathosma alligans ingår i släktet Agathosma och familjen vinruteväxter. Inga underarter finns listade i Catalogue of Life.